# Projekt 82
Projekt 82 (či též třída Stalingrad) byla třída bitevních křižníků sovětského námořnictva. Sovětské námořnictvo je přitom nesprávně kategorizovalo jako těžké křižníky. Rozestavěny byly tři ze čtyř plánovaných jednotek, po Stalinově smrti však byl celý projekt zrušen a rozestavěné lodě sešrotovány.

## Stavba
Ambiciózní program stavby čtyř velkých bitevních křižníků projektu 82 konvenoval Stalinově zálibě ve velkých válečných lodích. Jelikož se však za druhé světové války ukázalo, že bitevní lodě již nejsou hlavní kategorií válečných lodí (pánem světových oceánů se stala letadlová loď), nikde jinde už po válce nová plavidla tohoto typu nebyla stavěna. Plány lodí této třídy byly dokončeny v roce 1948 a k založení kýlu došlo ve třech případech.
Prototypová jednotka Stalingrad byla stavěna v Nikolajevu. Kýl byl založen v listopadu 1949 a na vodu byl trup spuštěn v březnu 1954. V roce 1951 začala v Leningradu stavba druhé jednotky Moskva a v roce 1952 byl v Molotovsku založen kýl třetí jednotky Archangelsk. Oba trupy se již nedočkaly spuštění na vodu, protože po Stalinově smrti převážily hlasy kritizují zranitelnost a zbytečnost těchto nákladných plavidel. Proto byl celý projekt 23. dubna 1953 zrušen a všechny tři rozestavěné křižníky byly sešrotovány.

## Konstrukce
Hlavní výzbroj mělo tvořit devět 305mm kanónů ve třech třídělových věžích. Sekundární výzbroj představovalo dvanáct 130mm kanónů ve dvoudělových věžích. Protiletadlovou výzbroj dále tvořilo dvacet čtyři 45mm kanónů a konečně čtyřicet 25mm kanónů. Pohonný systém tvořily čtyři parní turbíny a dvanáct kotlů. Lodní šrouby byly čtyři. Plánovaná rychlost měla dosahovat 35 uzlů.